# Remo – unbewaffnet und gefährlich
Remo – unbewaffnet und gefährlich ist ein US-amerikanischer humorvoller Actionfilm aus dem Jahr 1985, der auf der Romanserie The Destroyer von Warren Murphy und Richard Sapir basiert.

## Handlung
Samuel Edward Macon ist ein harter Polizeibeamter, hat aber weder Freunde noch Familie. Nachdem er bei einem fingierten Mordanschlag schwer verletzt wird, kommt er in einer Klinik zu sich; sein Gesicht wurde chirurgisch verändert, damit er unter dem neuen Namen Remo Williams (der Name stammt zufällig von einem Aufdruck einer in der Nähe des Krankenbetts liegenden Bettpfanne) als Geheimagent von C.U.R.E., einer ominösen Regierungsstelle, rekrutiert werden kann. C.U.R.E. dient der extralegalen Ermordung von Staatsfeinden der USA und nur der US-Präsident weiß von seiner Existenz. Remos neuer Vorgesetzter ist der Afroamerikaner Conn MacCleary, der ihn selbst ausgewählt hat und der vom unscheinbaren Computerspezialisten Harold Smith unterstützt wird, seine Kampfausbildung erhält er von dem geheimnisvollen Chiun, der ihn in Sinanju unterweist, der Mutter aller fernöstlichen Kampfkünste. Der alte Koreaner betrachtet ihn und alle Amerikaner mit einer gewissen Herablassung, hegt aber für einige Eigenheiten von deren Kultur durchaus Affinität, so zum Beispiel für Seifenopern und Kuscheltiere.
Obwohl Chiun der Meinung ist, dass sich Sinanju nur in Jahrzehnten erlernen lässt, übernimmt er dennoch die Ausbildung von Remo und bringt ihm dabei fast übermenschliche Reaktionsgeschwindigkeiten bei, die Remo kurz darauf auch dringend benötigt, als er auf ein Komplott von Waffenmogul George S. Grove und einigen Militärs angesetzt wird.
Major Rayner Fleming von der US Army forscht derweil in Akten des Verteidigungsministeriums nach und entdeckt, dass die Daten über das neue Weltraumverteidigungssystem H.A.R.P. widersprüchlich sind. Grove hat die ursprünglichen Kostenvoranschläge um mehr als die Hälfte überzogen und noch immer keine brauchbaren Resultate vorgelegt. Auch sein neues Sturmgewehr AR-60, bei dessen Erprobung vor Flemings Augen ein Soldat stirbt, wirft Fragen auf.
Remos Ausbildung macht derweil Fortschritte, Chiun meint, er könne schon in fünfzehn Jahren soweit sein. Die Organisation braucht ihn jedoch sofort, um Major Fleming vor Groves Schergen zu schützen. Dadurch gerät er schnell selbst ins Schussfeld und muss sich von einigen gedungenen Killern über die Gerüste der gerade restaurierten Freiheitsstatue jagen lassen. Hierbei kann er seine Fähigkeiten eindrucksvoll demonstrieren. Danach wendet er sich an Smith, der ihm erklärt, dass C.U.R.E. auf keinen Fall enttarnt werden darf; im Notfall müssen alle Agenten sich selbst umbringen, um die Geheimhaltung zu gewährleisten.
Remo und sein Kollege MacCleary dringen in die Fabrikationsanlagen von H.A.R.P. vor, werden aber vom Werkschutz angegriffen. Während Remo entkommen kann, gerät der schwer verwundete MacCleary in Gefangenschaft. Bevor Groves Schergen ihn verhören können, kappt er die Kabel der ihn am Leben erhaltenden Instrumente. Mit den gewonnenen Daten kann Smith jedoch feststellen, dass H.A.R.P. eine reine Erfindung ist: Der Satellit, der bei Remos Eindringen in die Fabrik zerstört wurde, war nur eine Attrappe, mit deren Hilfe Grove immer neues Geld aus der Regierung herausholte.
Remo und Chiun machen sich nun auf den Weg zu einem Waffentestgelände, um Grove endgültig auszuschalten. Dort treffen sie auf Major Fleming und werden in eine tödliche Jagd verwickelt, bei der Grove nicht einmal vor dem Einsatz von Artillerie zurückschreckt. Mithilfe seiner neu gewonnenen Fähigkeiten kann Remo ihn, den Killer Stone und den korrupten General Watson zur Strecke bringen. Zuletzt müssen er und Chiun übers Wasser fliehen, was letztlich nur gelingt, weil Chiun die ganze Macht des Sinanju demonstriert: er läuft vor den Augen der fassungslosen Anwesenden über das Wasser zu Remo auf das Boot und die beiden fliehen. Von Major Flemming hatte sich Remo mit den Worten verabschiedet, dass sie die "guten Jungens" seien.

## Hintergrund
Schon Anfang 1980 erwarben die Produzenten die Filmrechte für die Romanserie The Destroyer von Richard Sapir und Warren Murphy, die damals 39 Bände umfasste. Über mehrere Jahre fanden sie aber keinen Partner, bis sie sich im Mai 1985 mit Orion Pictures einigen konnten.
Für Kontroversen mit der asiatischen Community in Los Angeles sorgte die Verpflichtung von Joel Grey für die Rolle des Chiun. Die Produzenten meinten dazu, sie hätten eine internationale Suche nach einem asiatischen Darsteller durchgeführt, sich aber dann für Grey entschieden, weil dieser sowohl die schauspielerischen als auch die akrobatischen Voraussetzungen mitbrachte. Grey bemühte sich sehr darum, das Make-up zu perfektionieren und testete das Ergebnis mit einem Spaziergang durch die Chinatown, wobei er keine Aufmerksamkeit erregte. Der Film wurde schließlich sehr positiv von der asiatischen Community aufgenommen. Zudem wurde Carl Fullerton 1986 für einen Oscar in der Kategorie Bestes Make-up nominiert.
Die Dreharbeiten fanden teilweise auch an der Freiheitsstatue in New York statt. Allerdings wurde das Team bald fortgeschickt, da die Statue gerade renoviert wurde. Daher ließen die Produzent für 500.000 Dollar eine Nachbildung von Kopf und Schultern der Statue aus Fiberglas in Iztapalapa, einem Stadtteil von Mexiko-Stadt, bauen.
Remo – unbewaffnet und gefährlich wurde zwischen dem 15. November 1984 und dem 28. Februar 1985 produziert. Gedreht wurde in New York, Washington und in Iztapalapa. Die Uraufführung fand am 11. Oktober 1985 statt. Die deutsche Erstaufführung war am 20. März 1986.

## Rezeption

### Kritiken
Das Lexikon des internationalen Films attestiert dem Film, der „mehr auf Humor statt auf Härten“ setze, witzige Einfälle. Belebung erhalte der Film zudem durch die „Schüler-Meister-Beziehung, bei der unterschiedliche Lebenseinstellungen aufeinandertreffen.“ Auch Cinema erwähnt den „Witz und Spirit“ des Films und ergänzt, dass Regisseur Guy Hamilton „eigentlich den Geist der esoterischen 80er“ hätte treffen sollen. Es bedauert, dass der große Erfolg ausblieb und damit die geplante Kinoserie.

### Einspielergebnisse
Remo – unbewaffnet und gefährlich spielte 14.393.902 Dollar ein. Als Produktionskosten schätzte der Hollywood Reporter 20 Millionen, zog diese Angabe allerdings bald wieder zurück und meinte, die tatsächlichen Kosten seien nicht bekannt gegeben worden.

### Auszeichnungen
- 1986 – Oscar-Nominierung für das beste Makeup von Carl Fullerton
- 1986 – Golden-Globe-Nominierung für Joel Grey als Bester Nebendarsteller[8]
- 1986 – Saturn Award der Academy of Science Fiction, Fantasy & Horror Films – Joel Grey als „Bester Nebendarsteller“ und „Bester Fantasy-Film“.

### Folgen
Wegen der Einspielergebnisse wurde auf die Fortführung der geplanten Serie verzichtet, Fred Ward hatte bereits für drei weitere Filme zugesagt. Die gleichen Produzenten veröffentlichten 1988 den Fernsehfilm Remo Williams: The Prophecy, allerdings mit einer komplett anderen Besetzung.